# Big Echo
Big Echo是日本最大的卡拉OK連鎖店之一，於1988年9月成立，由第一興商株式会社經營至今，Big Echo的首間分店位於福岡市博多區，現於全日本擁有244間分店，海外2間，位於中國上海。

## 香港
Big Echo亦曾經於香港開設卡拉OK連鎖店業務，老闆為劉麗萍（Apple）。直至於2003年嚴重急性呼吸道症候群期間而結業。
Top One卡拉OK、Neway、前衛卡拉OK、Big Echo、NICAM卡拉OK、嘉禾、創藝卡拉OK與活力energy等9間卡拉OK，曾經成立大聯盟卡拉OK，目的是抗衡加州紅「獨家試唱」帶來的影響，同時嘗試取得較有利的版權費條件。其後Neway和前衛過檔至加州紅的陣營，其他公司也先後結業，後期只剩下活力energy和Big Echo。
另一方面，Big Echo也曾發掘不少香港歌手，如容祖兒及胡諾言等。

## 外部連結
- Big Echo官方網頁（页面存档备份，存于）